# Powiat Schivelbein

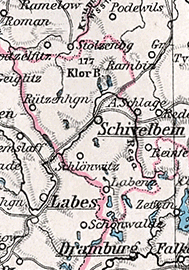
Mapa powiatu Bublitz z 1905 r.

Powiat Schivelbein (niem. Landkreis Schivelbein, Kreis Schivelbein; pol. powiat świdwiński) – dawny powiat na terenie kolejno Marchii Brandenburskiej, Prus, Cesarstwa Niemieckiego oraz Republiki Weimarskiej, istniejący okresu po-średniowiecznego do 1932.
Początkowo powiat należał do Marchii Brandenburskiej (od 1701 należącej do Królestwa Prus), stanowiąc specyficzy cypel w jej północno-wschodniej części, z trzech stron Pomorzem. W 1816 roku wszedł w skład rejencji koszalińskiej, w prowincji Pomorze. W 1932 roku był najmniejszym powiatem w prowincji, przez co został 1 października 1932 zniesiony. 38 gmin wraz z miastem Schivelbein (Świdwin) przyłączono do powiatu Belgard (Persante), natomiast trzy gminy (Labenz, Nuthagen i Rützow) przyłączono do powiatu Dramburg.
Teren dawnego powiatu leży obecnie w Polsce, w województwie zachodniopomorskim.